# Psila mongolica
Psila mongolica är en tvåvingeart som beskrevs av Soos 1974. Psila mongolica ingår i släktet Psila och familjen rotflugor.
Artens utbredningsområde är Mongoliet. Inga underarter finns listade i Catalogue of Life.